# Илия Кютюкчиев
Илия Котев Кютюкчиев или Кютукчиев е български евангелски протестантски проповедник от Македония.

## Биография
Кютюкчиев е роден на 2 август (21 юли) 1877 година в град Радовиш, тогава в Османската империя, днес в Северна Македония. Първите евангелски срещи в Радовиш стават в кръчмaта на баща му Коте. Завършва в 1902 година американско протестантско училище в Самоков, където се запознава със съпругата си, неговата съученичка Панка Белкова, родом от Меричлери, след което се връща в Македония и работи като евангелски проповедник. От 1902 година проповядва в Струмица. В 1911 година е преместен в Драма, където го заваря Балканската война (1912 – 1913). В 1913 година придружава Уил Сиймор Мънроу в пътуванията му из българските земи по време на Междусъюзническата война, описани в книгата „България и нейният народ“. Тази година със семейството си емигрира в България. Продължава да проповядва в Хасково, а от 1927 година в Панагюрище. От десетилетия сътрудничи на българския протестантски седмичник „Зорница“.
Синът му, Радослав Кютукчиев, в 1935 година завършва история в Софийския университет.